# Southwest Bon Homme (Dakota del Sur)
Southwest Bon Homme es un territorio no organizado ubicado en el condado de Bon Homme en el estado estadounidense de Dakota del Sur. En el Censo de 2010 tenía una población de 713 habitantes y una densidad poblacional de 1,45 personas por km².

## Geografía
Southwest Bon Homme se encuentra ubicado en las coordenadas 42°53′9″N 97°59′0″O / 42.88583, -97.98333. Según la Oficina del Censo de los Estados Unidos, Southwest Bon Homme tiene una superficie total de 492.34 km², de la cual 475.12 km² corresponden a tierra firme y (3.5%) 17.21 km² es agua.

## Demografía
Según el censo de 2010, había 713 personas residiendo en Southwest Bon Homme. La densidad de población era de 1,45 hab./km². De los 713 habitantes, Southwest Bon Homme estaba compuesto por el 98.04% blancos, el 0.14% eran afroamericanos, el 0.7% eran amerindios, el 0.28% eran asiáticos, el 0% eran isleños del Pacífico, el 0% eran de otras razas y el 0.84% pertenecían a dos o más razas. Del total de la población el 0.14% eran hispanos o latinos de cualquier raza.